# Campionati europei di pattinaggio di velocità 2023 - Allround femminile
Il concorso Allround femminile dei Campionati europei di pattinaggio di velocità 2023 si è svolto il 7 e 8 gennaio 2023 alla Vikingskipet di Hamar, in Norvegia.

## Risultati

### 500 metri[1]
| Pos. | Pattinatrice              | Nazione     | Tempo | Ritardo | Punti  |
| ---- | ------------------------- | ----------- | ----- | ------- | ------ |
| 1    | Antoinette Rijpma-de Jong | Paesi Bassi | 38"55 |         | 38.550 |
| 2    | Marijke Groenewoud        | Paesi Bassi | 39"03 | +0"48   | 39.030 |
| 3    | Robin Groot               | Paesi Bassi | 39"72 | +1"17   | 39.720 |
| 4    | Ragne Wiklund             | Norvegia    | 39"76 | +1"21   | 39.760 |
| 5    | Sandrine Tas              | Belgio      | 40"35 | +1"80   | 40.350 |
| 6    | Laura Peveri              | Italia      | 40"47 | +1"92   | 40.470 |
| 7    | Veronika Antošová         | Rep. Ceca   | 40"86 | +2"31   | 40.860 |
| 8    | Michelle Uhrig            | Germania    | 40"94 | +2"39   | 40.940 |
| 9    | Aurora Løvås              | Norvegia    | 41"20 | +2"65   | 41.200 |
| 10   | Olga Kaczmarek            | Polonia     | 41"23 | +2"68   | 41.230 |
| 11   | Eva Lagrange              | Svezia      | 41"67 | +3"12   | 41.670 |
| 12   | Marlen Ehseluns           | Germania    | 42"06 | +3"51   | 42.060 |
| 13   | Sofie Karoline Haugen     | Norvegia    | 42"41 | +3"86   | 42.410 |
| 14   | Magdalena Czyszczon       | Polonia     | 42"51 | +3"96   | 42.510 |
| 15   | Zuzana Kuršová            | Rep. Ceca   | 43"08 | +4"53   | 43.080 |

### 3000 metri[2]
| Pos. | Pattinatrice              | Nazione     | Tempo    | Ritardo  | Punti    |
| ---- | ------------------------- | ----------- | -------- | -------- | -------- |
| 1    | Ragne Wiklund             | Norvegia    | 3'59"92  |          | 39.980   |
| 2    | Antoinette Rijpma-de Jong | Paesi Bassi | 4'01"40  | +1"48    | 40.230   |
| 3    | Marijke Groenewoud        | Paesi Bassi | 4'04"18  | +4"26    | 40.690   |
| 4    | Robin Groot               | Paesi Bassi | 4'09"40  | +9"48    | 41.560   |
| 5    | Sofie Karoline Haugen     | Norvegia    | 4'15"05  | +15"13   | 42.500   |
| 6    | Laura Peveri              | Italia      | 4'16"36  | +16"44   | 42.720   |
| 7    | Magdalena Czyszczon       | Polonia     | 4'17"66  | +17"74   | 42.940   |
| 8    | Michelle Uhrig            | Germania    | 4'20"46  | +20"54   | 43.410   |
| 9    | Eva Lagrange              | Svezia      | 4'21"24  | +21"32   | 43.540   |
| 10   | Aurora Løvås              | Norvegia    | 4'27"76  | +27"84   | 44.620   |
| 11   | Veronika Antošová         | Rep. Ceca   | 4'28"81  | +28"89   | 44.800   |
| 12   | Marlen Ehseluns           | Germania    | 4'33"63  | +33"71   | 45.600   |
| 13   | Olga Kaczmarek            | Polonia     | 4'34"62  | +34"70   | 45.770   |
| 14   | Zuzana Kuršová            | Rep. Ceca   | 4'35"23  | +35"32   | 45.870   |
|      | Sandrine Tas              | Belgio      | ritirata | ritirata | ritirata |

### 1500 metri[3]
| Pos. | Pattinatrice              | Nazione     | Tempo    | Ritardo  | Punti    |
| ---- | ------------------------- | ----------- | -------- | -------- | -------- |
| 1    | Antoinette Rijpma-de Jong | Paesi Bassi | 1'55"39  |          | 38.460   |
| 2    | Marijke Groenewoud        | Paesi Bassi | 1'55"66  | +0"27    | 38.550   |
| 3    | Ragne Wiklund             | Norvegia    | 1'56"29  | +0"90    | 38.760   |
| 4    | Robin Groot               | Paesi Bassi | 1'58"57  | +3"18    | 39.520   |
| 5    | Laura Peveri              | Italia      | 2'02"27  | +6"88    | 40.750   |
| 6    | Magdalena Czyszczon       | Polonia     | 2'02"73  | +7"34    | 40.910   |
| 7    | Michelle Uhrig            | Germania    | 2'03"86  | +8"47    | 41.280   |
| 8    | Sofie Karoline Haugen     | Norvegia    | 2'04"12  | +8"73    | 41.370   |
| 9    | Eva Lagrange              | Svezia      | 2'04"42  | +9"03    | 41.470   |
| 10   | Aurora Løvås              | Norvegia    | 2'05"58  | +10"19   | 41.860   |
| 11   | Veronika Antošová         | Rep. Ceca   | 2'05"65  | +10"26   | 41.880   |
| 12   | Marlen Ehseluns           | Germania    | 2'09"06  | +13"67   | 43.020   |
| 13   | Zuzana Kuršová            | Rep. Ceca   | 2'11"65  | +16"26   | 43.880   |
|      | Olga Kaczmarek            | Polonia     | ritirata | ritirata | ritirata |

### 5000 metri[4]
| Pos. | Pattinatrice              | Nazione     | Tempo   | Ritardo | Punti  |
| ---- | ------------------------- | ----------- | ------- | ------- | ------ |
| 1    | Ragne Wiklund             | Norvegia    | 6'57"19 |         | 41.710 |
| 2    | Marijke Groenewoud        | Paesi Bassi | 7'02"27 | +5"08   | 42.220 |
| 3    | Antoinette Rijpma-de Jong | Paesi Bassi | 7'05"23 | +8"04   | 42.520 |
| 4    | Robin Groot               | Paesi Bassi | 7'11"52 | +14"33  | 43.150 |
| 5    | Magdalena Czyszczon       | Polonia     | 7'15"04 | +17"85  | 43.500 |
| 6    | Sofie Karoline Haugen     | Norvegia    | 7'17"04 | +19"85  | 43.700 |
| 7    | Laura Peveri              | Italia      | 7'27"35 | +30"16  | 44.730 |
| 8    | Michelle Uhrig            | Germania    | 7'39"81 | +42"62  | 45.980 |

### Classifica finale
| Pos.    | Pattinatrice          | Nazione     | 500 m      | 1000 m       | 500 m        | 1000 m      | Punti   | Ritardo  |
| ------- | --------------------- | ----------- | ---------- | ------------ | ------------ | ----------- | ------- | -------- |
| Oro     | Jutta Leerdam         | Paesi Bassi | 37"61 (2)  | 1'14"38 (1)  | 37"76 (1)    | 1'14"80 (1) | 149.960 |          |
| Argento | Femke Kok             | Paesi Bassi | 37"55 (1)  | 1'15"68 (2)  | 37"87 (2)    | 1'16"06 (2) | 151.290 | +2"66    |
| Bronzo  | Vanessa Herzog        | Austria     | 38"15 (3)  | 1'16"80 (3)  | 38"25 (3)    | 1'17"19 (5) | 153.395 | +6"87    |
| 4       | Robin Groot           | Paesi Bassi | 39"72 (3)  | 4'09"40 (4)  | 1'58"57 (4)  | 7'11"52 (4) | 163.961 | +41"92   |
| 5       | Laura Peveri          | Italia      | 40"47 (6)  | 4'16"36 (6)  | 2'02"27 (5)  | 7'27"35 (7) | 168.687 | +1'29"18 |
| 6       | Magdalena Czyszczon   | Polonia     | 42"51 (14) | 4'17"66 (7)  | 2'02"73 (6)  | 7'15"04 (5) | 169.867 | +1'40"98 |
| 7       | Sofie Karoline Haugen | Norvegia    | 42"41 (13) | 4'15"05 (5)  | 2'04"12 (8)  | 7'17"04 (6) | 169.995 | +1'42"26 |
| 8       | Michelle Uhrig        | Germania    | 40"94 (8)  | 4'20"46 (8)  | 2'03"86 (7)  | 7'39"81 (8) | 171.617 | +1'58"48 |
| 9       | Eva Lagrange          | Svezia      | 41"67 (11) | 4'21"24 (9)  | 2'04"42 (9)  |             | 126.683 |          |
| 10      | Veronika Antošová     | Rep. Ceca   | 40"86 (7)  | 4'28"81 (11) | 2'05"65 (11) |             | 127.544 |          |
| 11      | Aurora Løvås          | Norvegia    | 41"20 (9)  | 4'27"76 (10) | 2'05"58 (10) |             | 127.686 |          |
| 12      | Marlen Ehseluns       | Germania    | 42"06 (12) | 4'33"63 (12) | 2'09"06 (12) |             | 130.685 |          |
| 13      | Zuzana Kuršová        | Rep. Ceca   | 43"08 (15) | 4'35"24 (14) | 2'11"65 (13) |             | 132.836 |          |
| 14      | Olga Kaczmarek        | Polonia     | 41"23 (10) | 4'34"62 (13) | ritirata     |             | 87.000  |          |
| 15      | Sandrine Tas          | Belgio      | 40"35 (5)  | ritirata     |              |             | 40.350  |          |